# Mamontovaja Koerja
Mamontovaja Koerja (Russisch: Мамонтовая курья, "Mammoetbocht")  is de oudst bekende vindplaats van de vroege moderne mens in het Europese Noordpoolgebied, gedateerd op een leeftijd van 37.500 BP.
De site bevindt zich op 67 graden noorderbreedte, boven de poolcirkel, aan de oevers van de Oesa, een zijrivier van de Petsjora. Alleen de Jana-site en de Bjorjoljoch-vondsten in Siberië bevinden zich noordelijker. Administratief bevindt de site zich op het grondgebied van het stadsdistrict Vorkoeta van de Republiek Komi.
Het onderzoek werd gedurende meerdere jaren verricht door een gezamenlijke Russisch-Noorse archeologische expeditie. Tijdens opgravingen bij Mamontovaja Koerja werden meer dan honderd botten van verschillende dieren gevonden, zoals paarden, rendieren en wolven. In een van de botten werd een vastzittende pijlpunt ontdekt. De weinige stenen gereedschappen zijn niet duidelijk aan een bepaalde archeologische cultuur toe te wijzen. 
De opmerkelijkste vondst was een mammoetslagtand met een duidelijk patroon van diepe schuine inkepingen, gemaakt met behulp van twee verschillende puntige stenen gereedschappen. De regelmaat en het feit dat de inkepingen elkaar niet overlappen geeft aan dat ze bewust gemaakt werden. De leeftijd van de slagtand is volgens een radiokoolstofstudie ongeveer 40 duizend jaar (38-34 duizend jaar). Er werden geen menselijke overblijfselen gevonden.  Omdat er geen vergelijkbare door neanderthalers vervaardigde vondsten bekend zijn, gaat men ervan uit dat de artefacten van de moderne mens afkomstig zijn. Deze zouden dan tot de oudste Europese vondsten behoren.